# 田中嵩久
田中 嵩久（たなか たかひさ、1993年〈平成5年〉1月24日 - ）は、日本の社会起業家、株式会社cran代表取締役社長。一般社団法人アンビシャス・ネットワーク創設者（初代代表理事）。三重県員弁郡出身。日本福祉大学社会福祉学部卒業。社会福祉士。

## 略歴
日本福祉大学在学中に友人らとともに、ひとり親家庭に対する学習と居場所をつくる「日本福祉大学アンビシャス・ネットワーク」を設立。貧困家庭等の貧困の連鎖を断ち切るために学習支援活動を展開。学生時代から、子どもの貧困に関する啓発や学習支援の立ち上げ支援など、全国で展開。
2015年に大学の卒業とともに、「一般社団法人アンビシャス・ネットワーク」を設立。代表理事に就任。福祉的な視点から教育を捉え、子どもたちが学習できるようになるための支援として「福祉的教育」を提唱。
2017年には長年の功績が認められ、愛知県弁護士会より人権賞を受賞。2021年に代表理事を退任。
現在、同法人にて、子どもたちのサポートを行いながら、株式会社cranを立ち上げ、代表取締役に就任。子どもたちに最先端の教育を届ける活動を行っている。